# Grasse
Grasse (okcitansko/provansalsko Grassa) je mesto in občina v jugovzhodni francoski regiji Provansa-Alpe-Azurna obala, podprefektura departmaja Alpes-Maritimes. Mesto ima okoli 50.000 prebivalcev.
Grasse je središče francoske parfumerije. Na natečaju Concours des villes et Village fleuris je dobil dva cvetova in bil imenovan kot Ville d'Art et d'Histoire (mesto umetnosti in zgodovine).

## Zgodovina
Prve sledi človeškega obstoja v deželi Grasse izvirajo iz neolitika. Arheologi iz Grassa iz 19. stoletja, kot so Paul Goby, Marcellin Chiris, Adrien Ghébart in Casimir Bottin, so opisali in preučili ostanke izjemne človeške dejavnosti: dolmenov, grobnice s kvadratnimi komorami, tumuli, ... poudarjajo obstoj večjega števila prebivalcev kot drugje. Neznanci so odkrili velike ograjene prostore iz ogromnih blokov, katerih uporabnost ostaja skrivnostna in ki so jih poimenovali Castellaras. 

### Antika
Izvor Grasse pa je razmeroma prikrit. Pokrajina Grasse je bila zgodaj rodovitna in so jo naselili Kelti-Liguri, preden so jo naselili Galci-Rimljani..
V času antike so Provanso prečkale številne populacije in se tam včasih naselile kot Liguri (Magagnosc) ali celo Grki. Kakor koli, ozemlje, kjer je danes Grasse, je od leta 14 n. št. vključeno v Rimsko cesarstvo, provinca Alpes maritimes. Grasse se ne pojavlja na Antoninem itinerarju in ni omenjen v nobenem dokumentu iz rimskega obdobja, vendar se zdi gotovo, da je v Grassu obstajala rimska postojanka. Nekaj keramike iz pozne antike (5. do 7. stoletje), odkrite med deli okoli stolnice, v tem obdobju nakazuje človeško zasedbo na mestu sedanjega starega mesta. Barbarski napadalci niso imeli težav z napadom na vzhodno Provanso, ki je potem, ko jo je za zahodno cesarstvo prevzel patrice Stilicon (416), padla na oblast Burgundov (443), Ostrogotov (493), Frankov (534) in nato Langobardov (817).

### Srednji vek
Leta 875 se je Provansa pridružila francoskemu kraljestvu, novi kralj Boson pa ga je 15. oktobra 879 prisilil k podpisu zvestobe. Grasse tega ni hotel podpisati in se je zato oddaljil od Provanse. Nato je bil leta 879 povezana s Kraljevino Lombardijo pod vladavino Karla II. le Grasa, nato s Kraljevino Burgundijo pod Rodolfom II., z Arleškim kraljestvom pod Rodolfom III. Opustošen od Arabcev, Grasse in njegovo regijo povrnejo arleški knezi, ki podelijo mesto vitezu Rodoardu, ki je pomagal pri tej osvoboditvi. Rodoard je ustanovitelj rodbine Grasse. Gospodje Grasse so vzpostavili fevdalni režim, ki so ga Grassčani izzivali in ki so ga zavrnili s pomočjo monsinjora Mainfroyja de Garibaldija. Tako od leta 1138 grof Rajmond de Grasse ni več imel oblasti nad mestom, ampak samo nad svojimi posestmi, danes Antibes.
Na novo svobodni, medtem ko povsod drugod obstajajo fevdalni režimi, prebivalci Grassa ukinjajo tlačanstvo. Oblikovala se je aristokracija in prevzela oblast v obliki konzulov, ki so bili izvoljeni za eno leto, štirje po številu. Mesto predstavljajo z drugimi republikami, lordi, sosednjimi mesti, škofi, imajo sodno oblast, organizirajo obrambo mesta, določijo davke in imenujejo mestne uradnike. Grasse ima veliko judovsko skupnost, morda andaluzijskega porekla in jo bo ohranilo do 16. stoletja. 
Ime mesta se prvikrat omenja v tekstih leta 1040. 
Konzulat je leta 1171 z Genovo podpisal politično in trgovsko pogodbo za obdobje 29 let, prvo v dolgi seriji, ki je trajala skoraj tri stoletja. Leta 1179 je Grasse s Piso podpisal pogodbo za 26 letih. Mesto rado trguje z neodvisnimi mesti z izvozom ali uvozom tkanin, usnja, pšenice, surovih kož, strojenih kož, vina in govedi. Njegova nova svoboda je razmahnila trgovino s sosednjimi mesti, ki so si prizadevala za sklenitev zavezništva s konzuli. Tako so grofje Castellane leta 1207 Grassu ponudijo pravico do prehoda in paše na svojih deželah. Leta 1212 je bil gospod Séranonov na vrsti, da sklene enake sporazume.
Antibski škofje se naselijo v Grassu, papež Inocenc IV. pa 19. julija 1244 uradno prepelje škofovski sedež iz Antibesa v Grasse. Nova škofija zajema občine Antibes, Cannes, Biot, Valbonne, Roquefort, Le Rouret, Le Bar-sur-Loup, Gourdon, Caussols, Saint-Vallier in Saint-Cézaire-sur-Siagne 4. Toda ta vse večji pomen pritegne pozornost provanških grofov Rajmonda Bérengerja, ki napade mesto. In kljub junaški obrambi, ki jo je vodil vitez Hugues Sicard de Tourettes, je bil Grasse leta 1220 poražen in navezan na grofijo Provansa. Grof 24. julija 1227 poseduje dva stolpa Puy in Foux. Vzdržuje konzule, imenuje sodnika in uvaja nove davke.
Grasse pridobi privilegije od grofov Provanse, nato od francoskih kraljev: svoboda trgovine, svoboda dedovanja, pravica do domovanja in paše v sosednjih krajih, znižanje davkov in oprostitev, svoboda kulture in vzreja, pravica do lastništva zvona, dobrodelnost za revne. Kraljeva družina je tako izrazila hvaležnost za Grassovo zvestobo do Ludvika XIV., ki je te franšize manj spoštoval. Obrt kožarjenja je bila glavna gospodarska in komercialna dejavnost.
V 14. stoletju so menihi zgradili nove samostane in razširili obzidje, da bi jih zaščitili. Za temi novimi utrdbami nastajajo nove hiše okoli Place aux Aires. Populacija raste. Leta 1321 je imel Grasse 6000 prebivalcev. Konec 14. stoletja je bil organiziran mestni svet. Imel je dvajset članov: pravnike, notarje, bogate lastnike, nekatere trgovce in obrtnike. Notarji in osebe s pisarno so morali med sprejemom v Svet odstopiti s svojih funkcij. Svetovalci niso bili plačani. 
15. stoletje je bilo prizorišče številnih nesreč. Da bi zaščitili Provanso pred morilskimi četami kralja Alfonza Anžujskega, se Grasse bori in oslabi. Nato sta dve epidemiji kuge leta 1451 in 1470 ubili tretjino prebivalstva. Leta 1482 je Ludvik XI. razširil svoje kraljestvo in pripojil Provanso. Grasse postane francoski.

### Sodobnost
V času renesanse je Grasse doživel invazijo Karla V., med katero je bilo mesto požgano in opustošeno. Leta 1589 je Grasse v verskih vojnah zavzel stališče v korist Henrika IV. in njegovega edikta iz Nantesa, ki je pritegnil jezo barona de Vinsa, ki je mesto osem dni oblegal. Grasse se preda, prvi konzul Antoine Taulane in 17 drugih domačinov se žrtvuje, da bi rešili mesto, a baron je ubit.
Med 17. stoletjem je Grasse spet vstal. To je vrhunec industrije usnja, pa tudi začetek industrije parfumov in dišečih rokavic.
Malo pred francosko revolucijo so se pojavili nemiri. Poleg denarnih težav, ki so obstajale že več let, je bila letina 1788 slaba, zima 1788-89 pa zelo hladna. Provanso je pretresal uporniški val.
Januarja 1790 je med novo razdelitvijo Francije na 83 departmajev ustavne skupščine pripadel novonastalemu departmaju Var, katerega upravno središče je bil od leta 1793 do 1795. Ko je bila 22. septembra 1792 razglašena republika, je skrajna levica prevzela mestno hišo. Grasse je bil takrat mesto z oportunistično in trgovsko tradicijo, ki je na splošno nasprotovala revoluciji. Na hišah so lahko prebrali napis: »Tu se častimo z nazivom državljana«.
19. stoletje je bilo na drugi strani stoletje blaginje. Parfum se razvije in Grasse postane Svetovna prestolnica parfumov. Odpira se navzven in pojavljajo se velike tovarne, znak pridružitve industrijski revoluciji. To je tudi začetek turizma: cenimo kakovost življenja, pokrajine in podnebje, ki tam vlada. Princesa Pauline je tam ostala leta 1811 in dala ime vrtu, kjer je rada počivala. Bogati tujci gradijo veličastne vile. Leta 1860 je okrožje Grasse skupaj z okrožjem Puget-Théniers in Niško grofijo, ki je tega leta po sporazumu iz Torina pripadla Franciji v zameno za francosko pomoč Italijanom proti Avstrijski vojski, tvoril prenovljeni departma Alpes-Maritimes.
V 20. stoletju je Grasse ohranil svoj turistični ugled in industrija parfumov se je preoblikoval in posodobil.

## Geografija
Grasse je večje mesto v srednjem delu Azurne obale na zahodu departmaja Alpes-Maritimes, 12 km severno od Cannesa in sredozemske obale. Je tudi na jugovzhodu Francije. Njegova razdalja do prefekture Nica znaša 29 km, do prestolnice Pariza pa 677 km. Površina je 44,44 km², skoraj četrtina je velik gozdni rezervat. Občina Grasse pokriva veliko območje in veliko višinsko razliko: od manj kot 100 do več kot 1000 metrov s povprečno nadmorsko višino 333 m.
Stara poselitev (od 17. do 18. stoletja) je še posebej skoncentrirana v središču mesta v obliki stavb omejene višine v ozkih in temnih uličicah, sobiva z vilami in dvorci 19. stoletja, spomini na prve turiste mesta in sodobnih hiš, znake demografske širitve predvsem v zaselkih okoli središča.
Grasse ima mediteransko podnebje in mikroklimo s precej blagimi temperaturami, kar dokazujeta njegova podoba počitniškega kraja ter obilne cvetne kulture. Poletja so znano vroča, skoraj vedno presegajo 25 ° C ali celo 30 ° C. Zime so bile precej blage in suhe, redno popestrene s snegom nad 500 m, zlasti na območju Bois de la Marbrière, severno od mesta; po drugi strani pa sneženje ni sistematično in se pojavlja približno dva ali trikrat na zimo in to v zelo kratkem obdobju, najpogosteje okoli meseca februarja.

## Administracija
Grasse je sedež dveh kantonov:
- Grasse 1 sestavlja 18 celotnih občin in del občine Grasse: 44.888 prebivalcev (stanje 2017),
- Grasse 2 sestavlja občina Mouans-Sartoux in del občine Grasse: 40.095 prebivalcev (stanje 2017).

Kraj je tudi sedež okrožja, v katerega so poleg njegovih dveh vključeni še kantoni Antibes-Biot/Center, Le Bar-sur-Loup, Cagnes-sur-Mer-Center/Zahod, Cannes-Center/Vzhod, Le Cannet, Carros, Coursegoules, Mandelieu-Cannes-Zahod, Mougins, Saint-Auban, Saint-Laurent-du-Var-Cagnes-sur-Mer-Vzhod, Saint-Vallier-de-Thiey, Vallauris-Antibes-Zahod in Vence s 562.936 prebivalci (stanje 2017).

## Gospodarstvo
V srednjem veku je bil Grasse mestna republika s staro trgovsko tradicijo, zlasti trgovina z usnjem je bila zelo pogosta. Ko se je okoli leta 1600 pojavila moda za parfumske rokavice, je bil poudarek na destilaciji dišav. Parfumerji iz Grassa so se od 17. stoletja specializirali za pridobivanje cvetnega soka, zlasti pomarančnega in jasminovega. Stranska linija je postala glavna dejavnost in tako je ostalo vse do danes.
Nekdaj značilni cvetni nasadi okoli Grassa so danes redki, saj cvetove večinoma uvažajo iz držav, ki proizvajajo surovine, kot so Maroko, Bolgarija, Indija ali Turčija. Dišave, pridobljene v parfumski industriji, se uporabljajo poleg parfumov za kozmetiko, detergente, pralni prašek in za arome hrane. Leta 2004 je bilo v industriji parfumov v Grassu zaposlenih približno 4000 ljudi. Na leto predelajo 10.000 ton cvetov.
V Grassu še posebej gojijo mednarodne gospodarske odnose. Surovine, obdelane v Grassu, se uvažajo iz mnogih delov sveta in se tukaj kakovostno rafinirajo. Približno 30 tovarn parfumov v Grassu in okolici nato svoje izdelke odpremi po vsem svetu.

## Zanimivosti
Grasse je na seznamu francoskih umetnostno-zgodovinskih mest. Je izhodišče tako imenovane Napoleonove ceste, ki poteka v smeri proti Digne-les-Bainsu, sledeč pot, ki jo je opravil Napoleon leta 1815 po vrnitvi z otoka Elbe v Pariz.
- nekdanja Stolnica v Grassu (francosko Cathédrale Notre-Dame-du-Puy de Grasse; sedež škofije je postala ob njenem prenosu iz Antibesa v Grasse leta 1244, ukinjena s konkordatom leta 1801, ko je bilo njeno ozemlje preneseno na škofijo v Nici; je francoski zgodovinski spomenik. Zgrajena v preprostem slogu njena struktura odraža lombardske vplive. Vsebuje slike Rubensa, Charlesa Nègra in triptih Louisa Bréa ter edino versko sliko Jean-Honoréja Fragonarda Umivanje nog;
- 30 m visoki stražni stolp La tour Sarrassine;
- parfumerije Galimard, Molinard in Fragonard z muzejem;
- pokrajinski umetnostno-zgodovinski muzej;
- pomorski muzej, posvečen francoskemu admiralu, heroju ameriške vojne za neodvisnost Françoisu Josephu Paulu de Grassu (1722-1788);
- cerkev sv. Helene, zgrajena 1753 (Plan de Grasse);
- cerkev sv. Panracija, zgrajena 1644 (Placassier);
- vrt princese Pavline, Napoleonove sestre, ki je živela v mestu v letih 1807-08.

## Pobratena mesta
Grasse je pobraten z:
- Ingolstadt, Nemčina, od 1963
- Carrara, Italija, od 1995
- Vila Real, Portugalska, od 1975
- Murcia, Španija, od 1990
- Marblehead, Massachusetts, ZDA, od 1986
- Opole, Poljska, od 1964
- Kazanlak, Bolgarija
- Pardes Hanna-Karkur, Izrael